# Alhandra, São João dos Montes e Calhandriz
Alhandra, São João dos Montes e Calhandriz (oficialmente: União das Freguesias de Alhandra, São João dos Montes e Calhandriz) é uma freguesia portuguesa do município de Vila Franca de Xira, com 27,54 km² de área e 12645 habitantes (censo de 2021). A sua densidade populacional é 459,2 hab./km².

## História
Foi criada aquando da reorganização administrativa de 2012/2013, resultando da agregação das antigas freguesias de Alhandra, São João dos Montes e Calhandriz.

## Demografia
A população registada nos censos foi:
| Distribuição da População por Grupos Etários | Distribuição da População por Grupos Etários | Distribuição da População por Grupos Etários | Distribuição da População por Grupos Etários | Distribuição da População por Grupos Etários | Distribuição da População por Grupos Etários |
| -------------------------------------------- | -------------------------------------------- | -------------------------------------------- | -------------------------------------------- | -------------------------------------------- | -------------------------------------------- |
| Antes da agregação                           |                                              |                                              |                                              |                                              |                                              |
| Ano                                          | 0-14 anos                                    | 15-24 anos                                   | 25-64 anos                                   | >= 65 anos                                   | Total                                        |
| 2001                                         | 1738                                         | 1634                                         | 6823                                         | 2266                                         | 12461                                        |
| 2011                                         | 1966                                         | 1223                                         | 7020                                         | 2657                                         | 12866                                        |
| Após a agregação                             |                                              |                                              |                                              |                                              |                                              |
| Ano                                          | 0-14 anos                                    | 15-24 anos                                   | 25-64 anos                                   | >= 65 anos                                   | Total                                        |
| 2021                                         | 1756                                         | 1370                                         | 6586                                         | 2933                                         | 12645                                        |

## Localidades e Bairros da Freguesia
- Alhandra
- Quinta da Cruz de Pau
- Quinta da Várzea
- Quinta Nova
- Subserra
- Á-Dos-Loucos
- São João dos Montes
- A-De-Freire
- Adanaia
- Calhandriz
- Quinta da Ponte

## Património
- Capela de Nossa Senhora de Fátima
- Capela de Nossa Senhora da Conceição do Portal
- Casa - Museu Dr. Sousa Martins
- Chafariz do Caminho do Jogo
- Coreto de Alhandra
- Edifício das colectividades
- Ermida de São Romão
- Estátua do Bispo D. Francisco Gomes de Avelar
- Forte da Alhandra
- Forte do Moinho Branco
- Igreja da Nossa Senhora da Guia
- Igreja Matriz de S. Marcos
- Igreja Matriz de Alhandra
- Moinhos do Chão da Vinha
- Pelourinho de Alhandra
- Praça Soeiro Pereira Gomes
- Quinta do Bulhaco (parte da primitiva quinta), incluindo a Casa Grande, os pátios, as dependências agrícolas, a azenha, a casa de fresco, o Casal do Pereiro, o sistema hidráulico e terrenos agrícolas e silvículas
- Quinta Municipal de Subserra
- Reduto Novo da Serra do Formoso
- Reduto Novo da Costa da Freira
- Teatro Salvador Marques